# Jules Dassonville
Pour les articles homonymes, voir Dassonville.
Jules Dassonville, né à Lille le 24 avril 1881 et mort le 23 juin 1949 à Lyon, était un dirigeant d'un groupe de presse catholique, La Presse régionale.

## Biographie
Jules Dassonville est le fils d'un filateur de lin lillois, Paul Dassonville. Élève du collège Saint-Joseph de Lille, un collège tenu par les jésuites, puis étudiant de l'Université catholique de Lille (1899), il est docteur en droit en 1904. 
Il s'essaye au journalisme à partir de 1902 et s'inscrit comme avocat au barreau de Lille. 
Il épouse en 1906 à Lille Jeanne Foucart. Ses témoins sont Paul Féron-Vrau et son oncle Georges Dassonville, président du tribunal de Lille et futur conseiller à la Cour de cassation,. Son épouse décède en 1914. Ils ont eu trois enfants, un premier fils, décédé au lendemain de sa naissance en 1907, un autre fils, décédé à l'âge de cinq ans en 1913, et une fille, Jeanne, diplômée de l'École libre des sciences politiques. Elle épouse en 1931 le secrétaire de la direction de La Presse régionale.

### Le dirigeant de La Presse régionale
L'industriel catholique du Nord Paul Féron-Vrau, propriétaire de la Maison de la Bonne Presse, le charge de recruter des actionnaires pour une nouvelle société, La Presse régionale, fondée en 1905. Cette année-là, Féron-Vrau l'envoie diriger le quotidien Le Nouvelliste de Bretagne, qui vient de passer sous le contrôle de cette société. Il dirige alors une petite équipe de quatre ou cinq journalistes permanents, parmi lesquels son ami d'enfance, du Nord également, Eugène Delahaye, qui plus tard écrira : 

« Responsabilité subite et énorme que mon ami Jules sut remplir du point de vue administratif avec un talent et un courage qu'il faut louer. (...) Il était un bourreau de travail et écrivait lui-même quatre-vingt missives par jour (...). Il écrivait des lettres, il aimait moins écrire des articles. (...) Quasiment chaque jour, il me faisait écrire l'éditorial et exigeait que je lui remette avant d'aller dîner. C'était absolument son droit. Deux ou trois fois par semaine, il me disait : Tu sais, je devais faire un article aujourd'hui, et je n'ai pas le temps. Ton truc n'est pas trop mal. Je vais mettre ma signature à la place de la tienne. »

 En 1908, il est appelé à Paris au siège du groupe, tout en étant administrateur-délégué du Nouvelliste. Durant la Première Guerre mondiale, détaché du 41e régiment d'infanterie et en sursis d'appel, il redevient directeur et rédacteur en chef du quotidien rennais. 
Après la guerre, il est administrateur-délégué de La Presse régionale et de fait le principal animateur du groupe de presse, copropriétaire de quotidiens et d'hebdomadaires catholiques. Il est à ce titre reçu en audience privée par le pape en 1923. Il préside le conseil d'administration du Télégramme de Toulouse, est administrateur-délégué de L'Éclair de l'Est de Nancy, jusqu'en 1925, puis administrateur, administrateur-délégué du Nouvelliste de Bretagne et de L'Express de Lyon, administrateur puis président du Courrier du Pas-de-Calais, administrateur de La Liberté du Sud-Ouest de Bordeaux, de L'Éclair comtois de Besançon et du Nouvelliste de Haute-Saône de Vesoul. Il enseigne à aussi le journalisme à partir de 1924 à l'École supérieure de journalisme de Lille, liée alors à l'Université catholique de Lille.

Il lui a fallu gérer les difficultés financières des journaux, trouver des fonds auprès des notables catholiques, convaincre les soutiens et les commanditaires locaux des journaux de bien vouloir subventionner à perte les périodiques, négocier avec certains industriels comme François de Wendel - tous deux ont négocié la reprise de L'Éclair de l'Est par Wendel et ses amis de la Fédération républicaine, entre mai et octobre 1925. C'est pourquoi on le trouve adressant un vœu au président de la Fédération républicaine, Louis Marin, lors d'un banquet offert à ce dernier pour son jubilé parlementaire en 1930. Il est en relation avec lui à propos du financement problématique de L'Éclair de l'Est dans les années 1930. Il lui écrit ainsi : 

« J'ai reçu ce matin de M. Meyer [directeur du quotidien] une lettre relative à la trésorerie et à l'exploitation de L'Éclair de l'Est, véritablement alarmante. Je crois de mon devoir de vous la faire suivre immédiatement et de vous demander de bien vouloir, malgré toutes les lourdes préoccupations de votre charge et la préparation du congrès de la Fédération, me fixer un moment pour quelques instants d'entretien, afin que nous avisions aux mesures à prendre. La semaine prochaine, je vais être en déplacement presque complètement dans nos journaux, mais je pourrais aller vous voir (...). (Meyer) a communiqué les résultats de l'exploitation et les prévisions de 1934 à M. François de Wendel, lequel l'a engagé à vous en parler. (F. de Wendel) s'est trouvé dans l'obligation de faire en novembre dernier le versement des 50 000 francs qu'il avait promis pour 1934. La Presse régionale a été amenée également à faire par anticipation le versement d'une même somme qu'elle ne devait effectuer qu'en 1934. En outre, je me suis trouvé obligé pour assurer les échéances de mars dernier de faire personnellement une avance de 35 000 francs. C'est le maximum, vous le comprenez, de ce que mes ressources me permettent de faire. Or, comme le dit Meyer, nous sommes en face de réalités tragiques. Il faut, si L'Éclair de l'Est ne doit pas disparaître, qu'on trouve au plus tôt la somme nécessaire à combler le vide créé par le déchet du rendement de la publicité. Je ne puis croire que l'on ne trouve pas en Meurthe-et-Moselle cinq, huit, dix personnalités ou firmes acceptant de faire l'effort nécessaire. À votre appel, elles répondront : présent. »

Gérer aussi les susceptibilités des autres commanditaires des journaux. Il est ainsi partie prenante dans un procès en 1938 qui l'oppose avec certains administrateurs du Nouvelliste de Haute-Saône à d'autres administrateurs, au sujet de la nullité éventuelle d'une assemblée générale des actionnaires. 
Il a été mêlé aux querelles qui ont divisé les catholiques. Il est ainsi critiqué par le quotidien démocrate-chrétien L'Ouest-Éclair, qui en 1923 lui reproche son appui donné en Bretagne à l'union des droites, y compris la droite monarchiste, alors qu'il a signé à Paris le manifeste républicain de l'Action nationale républicaine. Il dut aussi tenir compte de l'évolution des stratégies et des tactiques politiques des évêques et des papes. Il dut de ce fait gérer les crises internes qui ont frappé certains journaux soutenus par la Presse régionale, notamment dans l'Ouest (Le Nouvelliste de Bretagne et L'Écho de la Loire), après la condamnation pontificale de l'Action française de 1926-1927. Deux camps s'affrontèrent au sein du conseil d'administration du Nouvelliste : l'un mené par Dassonville, et l'autre mené par Eugène Delahaye et le marquis de Baudry d'Asson, ce qui aboutit au départ de ces deux partisans de l'union avec les monarchistes.
Il est P-DG de La Presse régionale sous l'Occupation. Certains des titres de presse qu'il administre ont souscrit en 1942 des parts de l'agence de dépêches Inter-France informations, filiale de l'agence de presse Inter-France, collaborationniste (Le Courrier du Pas-de-Calais, Le Journal d'Amiens, Le Nouvelliste de Bretagne). Il assiste à Paris en 1941 à une conférence de Xavier de Magallon en faveur de la collaboration franco-allemande ainsi qu'aux « journées Inter-France » d'octobre 1942. 
Inculpé devant la Cour de justice d'Amiens au titre d'administrateur du Journal d'Amiens en décembre 1944, il est relaxé en mai 1945.
Jules Dassonville dirige ce qui subsiste de la Presse régionale après la Seconde Guerre mondiale, jusqu'à sa mort en 1949,.

### Action libérale populaire et secrétariats de Concorde nationale et sociale
Cadre de l'Action libérale populaire (ALP) - ce parti de catholiques ralliés à la République est à l'origine de la fondation de la Presse régionale en 1904 - comme Paul Féron-Vrau, il est membre en 1922-23 du comité directeur de l'Action nationale républicaine, une coalition disparate et éphémère de partis de droite, dont l'ALP, représentée par un de ses leaders, le comte Xavier de La Rochefoucauld. 
Xavier de la Rochefoucauld, Paul Féron-Vrau et Dassonville, à l'approche des élections législatives de 1924, prirent l'initiative de constituer les « secrétariats de Concorde nationale et sociale » qui devaient assurer la relève de l'Action libérale populaire, avec l'aide active des journaux de La Presse régionale. Dassonville en est le secrétaire général. Ils sont installés au siège de La Presse régionale, au 43, rue de Trévise à Paris. Ils sont dotés d'un bulletin mensuel, Le Trait d'Union (1927-1929). Il y eut neuf secrétariats généraux, ayant chacun à leur tête un secrétaire général régional, dont la juridiction s'étendait sur 12 départements. À la tête de chaque département se trouvait un secrétaire départemental aidé de secrétaires cantonaux et souvent de correspondants communaux. Ces secrétariats ont mené une action discrète lors de toutes les élections, aussi bien les élections législatives de 1924, 1928 et 1932, que les élections sénatoriales de janvier 1927, octobre 1929 et d'octobre 1932 et diverses élections cantonales, générales et partielles. Leur activité, après l'échec de la remise en service de l'ALP tentée en janvier 1928, se poursuivit jusqu'en 1932, date du décès de Jacques Piou. Ces secrétariats ont publié quelques brochures, imprimées par La Presse régionale ou par les journaux du groupe, celui de Lyon essentiellement,. 
Sur les conseils de Mgr Chollet, évêque de Cambrai, un Comité des fonds fut fondé pour gérer l'argent de l'ALP et des secrétariats. Dassonville en fait partie, aux côtés de G. Grousseau, président de l'ALP, Xavier de La Rochefoucauld, Marcellot vice-président de l'ALP, l'industriel du Nord Jean Tiberghien, vice-président de La Presse régionale, et Jean Lerolle. Après bien des difficultés, l'argent fut versé en 1935 au général Édouard de Castelnau, président de la Fédération nationale catholique.

### Distinctions
Jules Dassonville a été récompensé à la fois par la République et par la papauté. Il est chevalier de la Légion d'honneur en 1923, à la demande du ministre du commerce, malgré un avis négatif de l'ordre, jugeant ses titres insuffisants, puis officier en 1931. Il est chevalier de l'Ordre de Saint-Grégoire-le-Grand en 1922, à la demande de l'archevêque de Rennes Alexis-Armand Charost, puis commandeur avec plaque en 1938. Cette dernière décoration lui est remise par l'archevêque de Rennes René-Pierre Mignen.

## Sources
- André Caudron (dir.), Dictionnaire du monde religieux dans la France contemporaine, t. IV : Lille-Flandres, Paris, Beauchesne, 1990 (notice sur Jules Dassonville).
- Marc Martin, La Presse régionale: Des Affiches aux grands quotidiens, Fayard, 2002.
- David Bensoussan, Combats pour une Bretagne catholique et rurale: Les droites bretonnes dans l'entre-deux-guerres, Fayard, 2006.
- Hughes Beylard, Au service de la presse: Paul Feron-Vrau 1864-1955, Éditions du Centurion, 1961.
- Dossier de la Légion d'honneur de Jules Dassonville dans la base Léonore